# 熱河省 (中華人民共和國)
熱河省，東北四省之一。中華人民共和國建國後，於1955年7月30日撤銷該省。

## 政区沿革
熱河省南部在抗日戰爭時為冀熱遼根據地的一部分。1938年7月至1945年8月间，冀东区（曾为冀东区、晋察冀边区第十三地区、冀热边特别区和冀热辽区）、冀察区（曾为冀热察区、北岳区）中共党组织及其所领导的八路军在开展抗日斗争，创建和扩大敌后抗日根据地过程中，在热河境内及其边缘区相继组建了兴（隆）滦（平）丰（宁）、承（德）兴（隆）平（泉）、滦（平）昌（平）怀（柔）顺（义）、迁（安）遵（化）兴（隆）、平（谷）密（云）兴（隆）、丰（宁）滦（平）密（云）、迁（安）青（龙）平（泉）、承（德）滦（平）兴（隆）、临（榆）抚（宁）凌（源）青（龙）绥（中）、承（德）平（泉）宁（城）、凌（源）青（龙）绥（中）、承（德）青（龙）遵（化）、蓟（县）遵（化）兴（隆）、承（德）兴（隆）密（云）、迁（安）遵（化）青（龙）、青（龙）平（泉）、承（德）兴（隆）、迁（安）卢（龙）青（龙）、抚（宁）青（龙）、宁（城）赤（峰）、凌（源）绥（中）兴（城）、朝（阳）建（平）新（惠）、朝（阳）锦（西）义（县）联合县和青龙、丰宁（西）县23个联合县和两个县。
1945年8月8日蘇對日宣戰後，冀熱遼軍中路部隊速配合蘇軍攻下承德，並於9月間成立熱河省政府，省會為承德。1946年8月，國軍佔領承德，省政府遷至林西，此時轄有4專區、1盟、28縣、12旗。1947年6月，省會遷至赤峰。1949年4月，省會駐承德市。轄2市、23縣旗。
1949年10月，中華人民共和國成立，保留熱河省，重新劃分為2市、16縣、4旗。
1955年7月30日第一屆全國人民代表大會第二次會議決議，撤銷熱河省。原熱河省所屬承德市及平泉、青龍、興隆、灤平、豐寧、隆化、圍場等8縣劃歸河北省；建昌、淩源、建平、朝陽、北票等5縣及喀喇沁左旗劃歸遼寧省錦州專區；赤峰、烏丹、寧城3縣及敖漢旗、喀喇沁旗、翁牛特旗（原翁牛特蒙古族自治旗改設）3旗劃歸內蒙古自治區昭烏達盟。

## 行政區劃
1945年9月成立熱河省政府，是年轄4專區、1盟、1市、24縣、12旗：
- 熱東專署，轄凌南、凌源、義縣、興城、綏中、錦縣、錦西7縣及喀喇沁左旗。
- 熱中專署，轄隆東、承北、平寧、建赤、建西5縣及喀喇沁中旗、喀喇沁右旗。
- 熱遼專區，轄建平、朝陽、北票、北阜義、新惠、新東6縣及敖漢旗、土默特旗。
- 第二十二區，轄赤峰市，圍北、赤西、赤峰3縣及翁牛特後旗、翁敖旗。
- 昭烏達盟，轄經棚、林西、林東3縣及克什克騰旗、巴林左旗、巴林右旗、阿魯科爾沁旗、扎魯特旗。

1945年10月，凌南縣改名建昌縣，增設北票縣（以朝陽縣北票礦區為主）。是年增設烏丹縣。
1946年11月，第二十二專區撤銷，併入熱中專區。是年，增設寧城縣（以平泉縣北部為主）。
1947年4月，增設葉柏壽縣；6月，撤銷赤峰市；7月，增設青平縣（以青龍、平泉2縣交界地為主）。
1948年初，復置赤峰市；11月，增設承德市（以承德縣城區為主）。是年增設羊山縣（以朝陽縣北部為主）。
1949年4月，轄2市、19縣、4旗：
- 省轄市：承德市、赤峰市
- 縣：承德縣、赤峰縣、凌源縣、平泉縣、建昌縣、建平縣、寧城縣、圍場縣、烏丹縣、青龍縣、葉柏壽縣、隆化縣、豐寧縣、灤平縣、興隆縣、青平縣、北票縣、朝陽縣、羊山縣
- 旗：喀喇沁右旗、敖漢旗、翁牛特旗、喀喇沁左旗

1949年，由東北人民政府領導，轄2市16縣4旗：
- 省轄市：承德市、赤峰市
- 縣：承德縣、赤峰縣、淩源縣、平泉縣、建昌縣、建平縣、寧城縣、圍場縣、烏丹縣、青龍縣、隆化縣、豐寧縣、灤平縣、興隆縣、北票縣、朝陽縣
- 旗：喀喇沁右旗、敖漢旗、翁牛特旗、喀喇沁左旗

1949年7月，撤銷葉柏壽、青平2縣。
1950年，增設葉柏壽縣、羊山縣（以朝陽南部羊山鎮為中心）；喀喇沁右旗改稱喀喇沁旗。 
1951年，撤銷葉柏壽、羊山2縣。 
1952年，由東北行政委員會領導。撤銷赤峰市，併入赤峰縣。 
1953年，赤峰縣由初頭朗遷駐赤峰縣城關區。原翁牛特旗改設翁牛特旗蒙族自治區。

## 人口
1953年人口普查總人口516萬0822，其中漢族480萬1385（93.0%），蒙古族18萬2256（3.5%），滿族14萬7223（2.8%）。

## 政府
抗日戰爭結束後，中國共產黨在熱河省舉行熱河省人民代表大會，選舉產生熱河省政府主席。
1948年11月12日，中國人民解放軍攻占承德市，控制熱河省。设立熱河省新政权，歸中共中央東北局領導。1949年1月10日，熱河省人民政府成立。1949年10月1日，中華人民共和國成立。1955年2月，熱河省人民委員會成立，取代省人民政府。
熱河省政府主席
1. 李運昌（1945年11月－1949年1月）

熱河省人民政府主席
1. 李運昌（1949年1月－1949年4月）
2. 羅成德（1949年4月－1952年10月）（1953年1月19日正式免職）
3. 沈越（1952年10月－1955年1月）（1953年1月任命）

熱河省人民委员会省長
1. 王國權（1955年2月－1955年7月）

## 註解
1. ↑  此為官方地圖，實際上中華人民共和國並未擁有台灣地區的主權